# Масковая расписная танагра
Масковая расписная танагра (лат. Ramphocelus nigrogularis) — вид птиц из семейства танагровых. Подвидов не выделяют.

## Распространение
Обитают в Колумбии, Бразилии, Боливии, Эквадоре, Перу.

## Описание
Длина тела 17 см. Масса 27-36 г. Птицы имеют характерную красно-чёрную окраску и толстый клюв. Самец и самка выглядят одинаково, последняя иногда незначительно более блеклая.

## Биология
Известно о питании как насекомыми, так и фруктами. Пищу ищут обычно группами по несколько птиц, реже могут присоединяться к смешанным группам кормящихся птиц разных видов.
Было обнаружено всего несколько гнезд. В кладке зафиксировано 2 яйца, голубоватых с редкими, тяжелыми чёрными пятнами, лежащими поверх более плотных, гораздо более светлых бледно-лиловых пятен.